# (2055) Dvořák
(2055) Dvořák est un astéroïde de la ceinture principale aréocroiseur.

## Description
(2055) Dvořák est un astéroïde de la ceinture principale aréocroiseur,, découvert à Bergedorf par Luboš Kohoutek le 19 février 1974.

## Nom
Il a été ainsi baptisé en hommage à Antonín Dvořák (1841-1904), compositeur tchèque.